# سميحة يانكه
سميحة يانكه (بالتركية: Semiha Yankı)، مغنيّة بوب ومذيعة وممثلة تركية. عُرفت من خلال مسابقة الأغنية الأوروبية عام 1975 بأغنيتها «دقيقة واحدة معك» (بالتركية: Seninle Bir Dakika).

## ألبوماتها
- Büyük Aşkımız (حبنا العظيم)
- Adını Yollara Yazdım (ديسكو-1989)
- Ben Sana Mecburum (أنا مضطرة)
- Sevgi Üstüne (عن الحب)
- Hayırlı Olsun (حظ سعيد معها)
- Ayrılanlar İçin
- Seni Seviyorum (أنا أحبك) (Ağdaş Müzik-2004)

## أفلامها
- Güneş Doğmasın (1961)
- Hammal (1976)

## روابط خارجية
- سميحة يانكه على موقع IMDb (الإنجليزية)
- سميحة يانكه على موقع ميوزك برينز (الإنجليزية)
- سميحة يانكه على موقع ديسكوغز (الإنجليزية)